# Stenolicmus ix
Stenolicmus ix är en fiskart som beskrevs av Wosiacki, Coutinho och De Assis Montag 2011. Stenolicmus ix ingår i släktet Stenolicmus och familjen Trichomycteridae. Inga underarter finns listade i Catalogue of Life.